# Gamelan selunding
El Gamelan selunding (també selonding) és un conjunt sagrat de música de gamelan balinès. El terme "Selunding" vol dir "gran", però també fa referència a un instrument musical fet de ferro.
Es té constància de l'existència d'aquest conjunt ja al segle x. Molt envoltat de mites, es diu que aquest gamelan és d'origen diví i que produeix una música de qualitat celestial. La majoria estan constituïts per metal·lòfons fets de ferro, però també hi ha conjunts de bronze. Actualment se'n troben principalment a la província de Karangasem, havent-hi altres tradicions actives a Bangli, Singaraja, Gianyar i Tabanan.